# Confessio conscientiae vox est
Confessio conscientiae vox est (лат. изговор: конфесио консцијенције вокс ест). Признање је глас савјести.(Сенека)

## Поријекло изреке
Ову изреку је изрекао почетком нове ере познати римски књижевник и филозоф Сенека.

## Тумачење
Признање је потврда која гарантује постојање савјести. Потребан услов да се грешка не понови.